# John Baldessari
John Anthony Baldessari (National City, 17 giugno 1931 – Los Angeles, 2 gennaio 2020) è stato un architetto, performance artist e artista concettuale statunitense.
Fu autore di migliaia di opere, che mostrano, ed in molti casi combinano, il potenziale narrativo delle immagini con il potere associativo del linguaggio entro i confini dell'opera d'arte. I suoi lavori sono stati esposti sia negli USA che in Europa in più di 200 mostre.

## Opere e tematiche

### I primi testi dipinti
I primi lavori importanti di Baldessari sono dei dipinti in tela vuoti, ma scritti con frasi e domande provenienti da dipinti di teoria contemporanea dell'arte. Un primo tentativo di Baldessari fu l'inclusione di una frase dipinta a mano: «Supponiamo che sia vero, dopo tutto? E allora? (Suppose it is true after all? WHAT THEN?), il tutto, su una superficie fortemente dipinta. Questo approccio si dimostrò per lui deludente, in quanto la forma ed il metodo usati, erano in contrasto con l'obiettivo di utilizzare il linguaggio preferito.
Baldessari decise che la soluzione era di rimuovere "la propria mano" dalla costruzione dell'immagine rendendo il lavoro privo di vita, in modo che il testo potesse avere un certo impatto sullo spettatore, senza le distrazioni fornite dall'immagine. Le parole venivano poi scritte fisicamente utilizzando lettere di pittori di insegne, formate da semplici caratteri neri. Il primo dipinto di questa serie, risalente al 1967, e presentava tale dichiarazione ironica: «Una superficie bidimensionale priva di articolazioni è un'esperienza morta (A TWO-DIMENSIONAL SURFACE WITHOUT ANY ARTICULATION IS A DEAD EXPERIENCE (EN) )».
Un altro lavoro, Painting for Kubler (1967-1968), presentava allo spettatore istruzioni teoriche su come visualizzare e sull'importanza del contesto e della continuità con le opere precedenti. Le preoccupazioni sull'arte di Baldessari, apparentemente legittime, furono destinate a diventare vuote e ridicole se presentate in modo puramente autoreferenziale.

### La sovrapposizione di testi ed immagini
Correlate ad i suoi iniziali testi dipinti, vi erano le serie Wrong, che accoppiavano immagini fotografiche con linee di testo tratte da un libro sulla composizione. Le sue fotografie California Map Project riportavano forme che assomigliavano alle lettere in "California" geograficamente vicine ai luoghi stampati sulla mappa. In Binary Code Series, Baldessari utilizzava immagini titolari, alternando fotografie con gli stati 1 / 0 del codice binario; in un solo esempio si alternavano in parallelo le foto di una donna che reggeva una sigaretta alla bocca e che la gettava via.
In altre opere delle serie di Baldessari si ritrovano contrapposti l'immagine di un oggetto, come un vetro, od un blocco di legno con la frase «Un vetro è un vetro A glass is a glass (EN) » o «Il legno è legno Wood is wood (EN) » combinato con «ma un sigaro è una buona fumata but a cigar is a good smoke (EN) » e l'immagine dell'artista intento a fumare un sigaro. Esse si riferivano direttamente a Il tradimento delle immagini di René Magritte; allo stesso modo le immagini venivano utilizzate per sostituire gli oggetti descritti. Tuttavia, queste serie, apparentemente si riferiscono anche alla celebre osservazione di Sigmund Freud: «a volte un sigaro è solo un sigaro» similmente alla frase di Rudyard Kipling «una donna è solo una donna, ma un sigaro è una buona fumata».

### L'arbitrarietà nei giochi
L'interesse che Baldessari ha espresso per le lingue deriva sia dalle sue somiglianze nelle strutture, che da un operare da parte di un sistema arbitrario e obbligatoria delle norme. In questo spirito, molte delle sue creazioni rappresentano sequenze che mostrano tentativi di realizzare un obiettivo arbitrario, come per esempio: «Lanciare tre palle in aria per ottenere una linea retta: (EN)  Throwing Three Balls in the Air to Get a Straight Line», in cui l'artista ha cercato di fare proprio questo: fotografando i risultati, e, infine, selezionando i "migliori su 36", considerando il 36 come il numero della determinazione, solo perché è il numero standard di un rotolo di pellicola da 35 mm. Questo lavoro è stato pubblicato nel 1973 da un giovane editore italiano: Giampaolo Prearo che è stato uno dei primi a credere ed a investire nel lavoro di Baldessari. Stampò due serie, una in 2000 copie e una seconda più preziosa riservata all'editore in 500 copie.

### Il puntamento
Molto del lavoro di Baldessari contiene forme di indicazioni precise per l'osservatore, nelle quali sono presenti non solo allusioni su cosa guardare, ma come fare selezioni e confronti, spesso semplicemente per il gusto di farlo. Le valutazioni critiche sul formalismo d'arte di Baldessari nella sezione del suo video How We Do Art Now (Come fare arte adesso) intitolata Examining Three 8d Nails (esaminare tre chiodi in 8 dimensioni), consistono nella sua ossessiva attenzione ad i minimi dettagli dei chiodi, come ad esempio la quantità di ruggine che possiedono, o nella qualità descrittiva, ad esempio, che appare "più fredda, più distante, meno importante" rispetto agli altri.
La serie Commissioned Paintings (Dipinti su commissione) Baldessari sfrutta l'idea di incentrarsi letteralmente nel puntamento, dopo che l'autore aveva letto una critica di arte concettuale nella quale si sosteneva che nell'arte non sussisteva altro che puntamento. Iniziò quindi con delle foto di diversi oggetti con una mano che li indicava; successivamente assunse artisti dilettanti ma tecnicamente abili, per dipingere le immagini. Poi, ad ogni dipinto finito, aggiungeva una didascalia: «Un disegno di [nome dell'artista] A painting by [painter's name] (EN) ». In questo caso, Baldessari è stato paragonato ad un coreografo che dirige le danze, senza esserne direttamente il produttore; questi suoi dipinti vengono in genere letti come la messa in discussione dell'idea della paternità artistica.

### Il disconoscimento dei primi lavori
Nel 1970 bruciò tutti i dipinti creati tra il 1953 ed il 1966  utilizzando quanto rimasto come parte di un nuovo progetto, intitolato "The Cremation Project" (Progetto Cremazione). Le ceneri di questi dipinti sono state cotte come parte di una ricetta di biscotti ed inseriti in un'urna; la conseguente forma di arte che ne deriva consiste in una targa di bronzo che recita le date di creazione e distruzione dei dipinti, paragonabile ad una ricetta: una ricetta per la preparazione di biscotti. Tramite quest'opera Baldessari esprime un collegamento tra l'attività artistica ed il ciclo della vita umana. Così l'atto di disconoscimento diventa generativo come il lavoro di arte autodistruttiva di Jean Tinguely.

### BMW Art Car

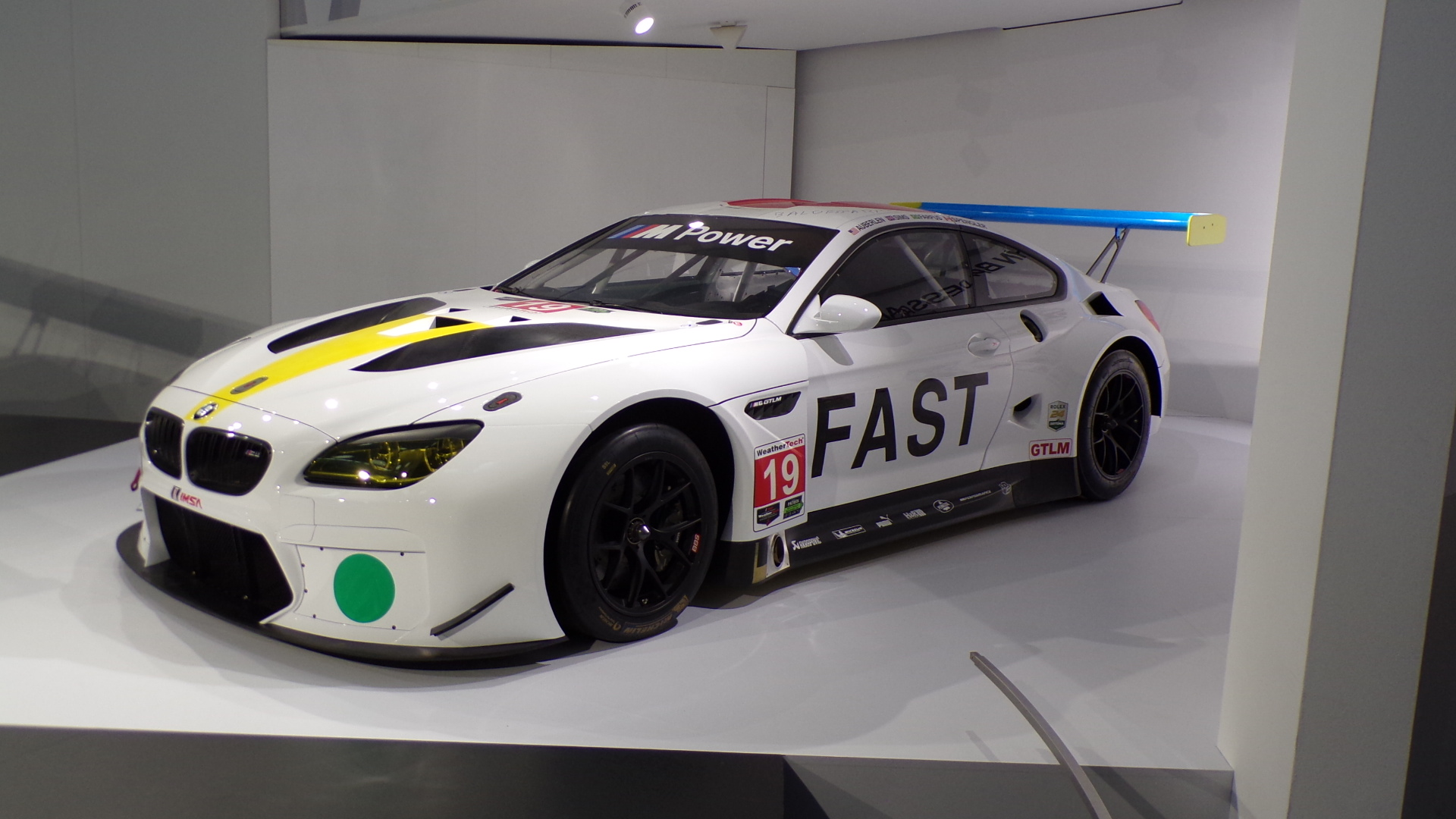
BMW M6 GT LM Art Car di Baldessarri

Al Art Basel di Miami Beach il 1º dicembre 2016 viene presentata una BMW M6 GT LM disegnata da Baldessarri, che è la vettura numero 19 del progetto BMW Art Car; essa, realizzata per partecipare alla 24 ore di Daytona, presenta una particolare livrea con la scritta "fast" sulla fiancata, tetto rosso e altri particolari colorati.

## Pubblicazioni

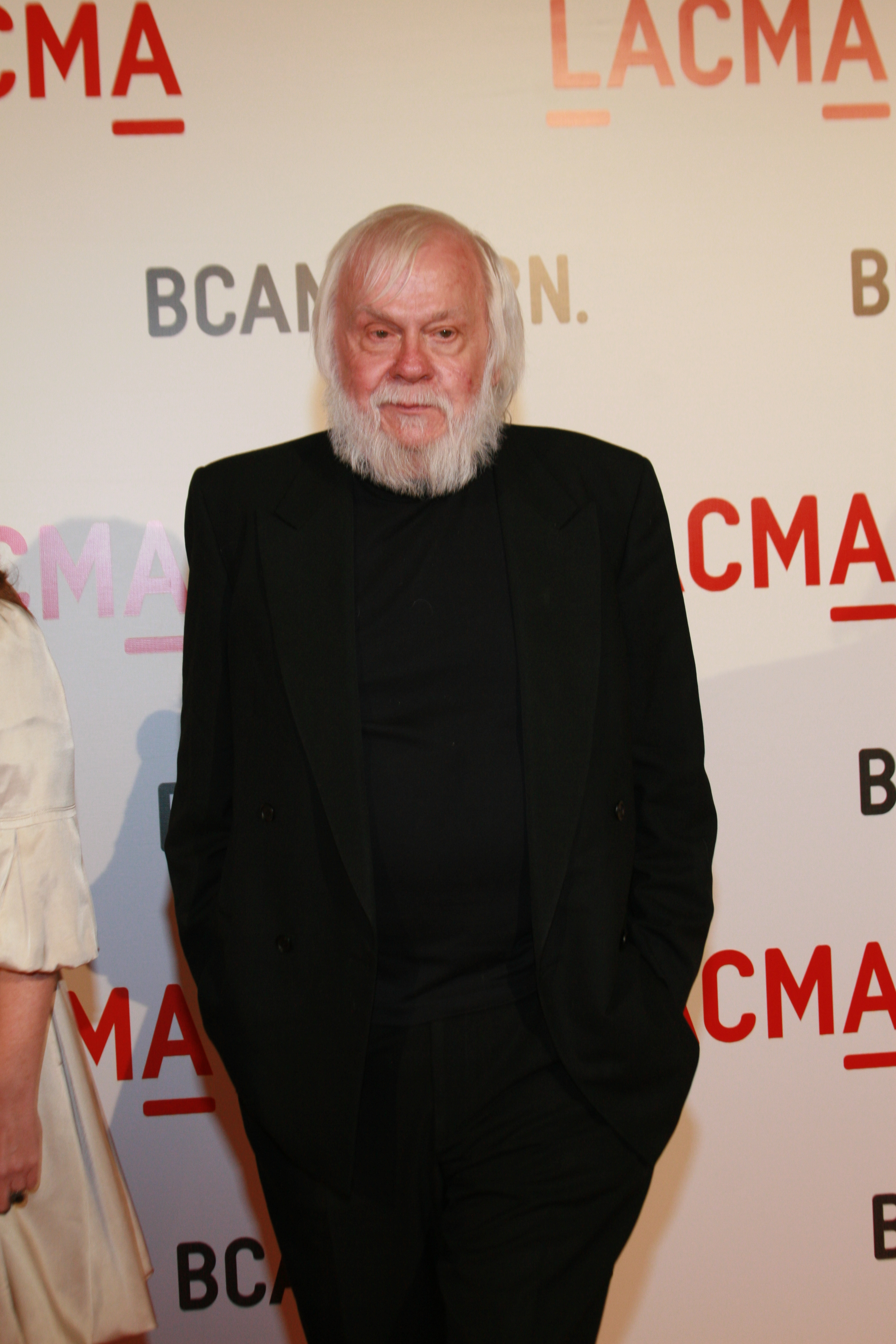
John Baldessari all'apertura del Gala Opening of the Broad Contemporary Art Museum il 9 febbraio 2008 a Los Angeles.

- Parse. Zurich: JRP|Ringier, 2010. Artist's book version of the Ringier Annual Report 2009 project. [It: * Parse.Zurigo: JRP|Ringier, 2010. Versione dell'artista del Ringier Annual Report 2009 project.]
- John Baldessari: Koen van den Broek: This an Example of That. Gemeenteplein (Belgium): bkSM (beeldende kunst Strombeek/Mechelen), 2008. Collaborative work with Koen van den Broek.[It: * John Baldessari:Koen van den Broek: Questo è un esempio di Quello. Gemeenteplein (Belgium): bkSM (l'arte visuale di Strombeek/Mechelen), 2008. Un lavoro collaborativo con Koen van den Broek.]
- John Baldessari: Alejandro Cesarco: Retrospective. Cologne:Verlag der.Buchhandlung Walther König, 2007. Collaborative work with Alejandro Cesarco.[It:*John Baldessari: Alejandro Cesarco: Retrospettiva. Editore: Libreria Walther König, 2007. Collaborazione con Alejandro Cesarco.]
- Again the Metaphor Problem and Other Engaged Critical Discourses about Art:A Conversation Between John Baldessari, Liam Gillick and Lawrence Weiner, Moderated by Beatrix Ruf. Vienna and New York: SpringerWienNewYork, 2007.[It: * Ancora una volta Metafora dei Problemi e Altre Persone Coinvolte in Discorsi Critici sull'Arte: Una conversazione tra John Baldessari, Liam Gillik e Lawrence Weiner, Moderato da Beatrix Ruf. Vienna e New York: SpringerWienYork, 2007.]
- Prima Facie: Marilyn's Dress, A Poem (In Four Parts). Cologne: Verlag Der Buchhandlung Walther König, 2006. [It: * Prima Facie: Il Vestito di Marilyn, Un Poema (In Quattro Parti). Colonia: Editore Libreria Walther König, 2006.]
- The Metaphor Problem Again: A Conversation Moderated by Beatrix Ruf. Heidelberg, Germany: Springer-Verlag, 2006. Transcription of a conversation with John Baldessari, Liam Gillick, Lawrence Weiner, Beatrix Ruf, and Cristina Bechtler.[It: * Nuovamente il problema della metafora: Una conversazione moderata da Beatrix Ruf.Heidelberg, Germany: Springled editrice, 2006. Trascrizione di una conversazione con John Baldessari, Liam Gillick, Lawrence Weiner, Beatrix Ruf, e Cristina Bechtler]
- Yours in Food, John Baldessari: With Meditations on Eating by Paul Auster, John Baldessari, David Byrne, Dave Eggers, David Gilbert, Tim Griffin, Andy Grundberg, John Haskell, Michael More, Glenn O'Brien, Francine Prose, Peter Schjeldahl, Lynne Tillman. New York: Princeton Architectural Press, 2004.[It:Vostri nel cibo, John Baldessari:Con Meditazioni sull'Alimentazione di Paul Aster, John Baldessari, David Byrne, Dave Eggers, David Gilbert, Tim Griffin, Andy Grundberg, John Haskell, Michael More, Glenn O'Brien, Francine Prose, Peter Schjeldahl, Lynne Tillman. New York: Princeton Architectural Press, 2004.
- Brown and Green and Other Parables. Reykjavik, Iceland: i8 and Reykjavik Art Museum, Iceland, 2001. [It: * Marrone e Verde e Altre Parabole. Reykjavik, Island: i8 e il museo d'arte di Reykjavik, Islanda, 2001.]
- The Metaphor Problem Again. Collaboration with Lawrence Weiner. Ink-Tree Kunsnacht and Mai 35 Galerie Zurich, Switzerland. [It: * Nuovamente il Problema della Metafora. Collaborazione con Lawrence Weiner. L'albero dell'inchiostro e arte notturna di maggio, Galerie Zurich 35, Svizzera.]
- Zorro (Two Gestures and one Mark). Oktagon Verlag, Cologne, Germany.It: * Zorro (Due gesti e un marchio). Editrice Oktagon, Colonia, Germania.]
- Lamb. Images by John Baldessari, story by Meg Cranston. Valencia, Spain: IVAM Centre Julio Gonzlez.[It: * Lamb. Immagini da John Baldessari, storia di Meg Cranston. Valencia, Spagna,]
- The Telephone Book (With Pearls). Gent, Belgium: Imschoot, Uitgevers for IC.[It: * L'Elenco del Telefono (Con Perle). Gent, Belgio: Imschoot, Editore per IC.]
- The Life and Opinions of Tristram Shandy. Images by John Baldessari, text by Laurence Sterne, Arion Press, San Francisco, CA.[It: * La Vita e le Opinioni di Tristram Shandy. Immagini di John Baldessari, testo di Laurence Sterne, Arion Press, San Francisco, CA.]
- Close-Cropped Tales. CEPA Gallery and Albright—Knox Art Gallery, Buffalo, NY, 1981.[It: * Racconti Brevi. Galleria CEPA e Galleria d'Arte Albright—Knox Art, NY, 1981]
- Fable - A Sentence of Thirteen Parts (With Twelve Alternate Verbs) Ending in FABLE. Hamburg, West Germany: Anatol AV und Filmproduktion. [It: * Favola - Una frase in 30 parti (con 12 verbi alternati), che termina come una favola. Hamburg, West Germany: Anatol AV und Filmproduktion.]
- Brutus Killed Caesar. Akron, Ohio: Emily H. Davis Art Gallery, University of Akron; in cooperation with Sonnabend Gallery, New York, and Ohio State University, Columbus.[It: * Bruto Uccide Cesare. Akron, Ohio: Emily H. Davis Art Gallery, University di Akron; in cooperazione con la Galleria Sonnabend, New York, e Università di Stato dell'Ohio, Columbus.]
- Throwing a Ball Once to Get Three Melodies and Fifteen Chords, John Baldessari: 1973. Berkeley, California: Regents of the University of California; and Irvine, California: Art Gallery, University of California at Irvine. [It: * Gettare una Volta una Palla per generare Tre Melodie e Quindici Corde, John Baldessari: 1973. Berkeley, California: Regents of the University of California; and Irvine, California: Art Gallery, University of California at Irvine. Reggenti dell'Università della California; e Irvine. ]
- Four Events and Reactions. Florence: Centro Di; and Paris: Galerie Sonnabend. [It: * Quattro Eventi e Reazioni. Firenze: Centro Di; e Parigi:Galleria Sonnabend.]
- Throwing Three Balls in the Air to Get a Straight Line (Best of Thirty-Six Attempts). Milan: Giampaolo Prearo Editore S.r.L.; and Galleria Toselli. [It: * Gettare Tre Palle in Aria per Ottenere una Linea Retta (Il Meglio da Trenta-Sei Tentativi). Milano:Giampaolo Prearo Editore S.r.L. ; e Galleria Toselli.]
- Ingres and Other Parables. Texts in English, French, German, and Italian. London: Studio International Publications. [It: * Ingres e Altre Parabole. Testo in Inglese, Francese, Tedesco, e Italiano. Londra: Pubblicazioni di Studio Internazionali.]
- Choosing: Green Beans. Milan: Edizioni Toselli.[8] [It: * Scelta:Fagioli Verdi. Milano:Edizioni Toselli.]

## Premi
- 2009 Golden Lion Lifetime Achievement, 53rd International Art Exhibition Venice Biennale, Venice, Italy
- 2006 Certificate of Recognition, the Los Angeles Convention and Visitors Bureau, Los Angeles, CA.
- 2005 Americans for the Arts, Lifetime Achievement Award, New York, October 11, 2005
- Rolex Mentor and Protégé Arts Initiative, Honoring, New York, November 7, 2005
- 2004 American Academy of Arts & Sciences fellowship, Cambridge Massachusetts
- 2003 “2nd Place Best Show Commercial Gallery National by US Art Critics Association for exhibit at Margo Leavin, 2003
- 2002 “Best Web-Based Original Art,” AICA USA Best Show Awards, 2001/2002 Season

Los Angeles Institute for the Humanities Fellow, sponsored by the University of Southern California
- 2000 Artist Space, New York
- 1999 Spectrum-International Award for Photography of the Foundation of Lower Saxony, Germany

College Art Associations Lifetime Achievement Award
- 1997 Governor's Award for Lifetime Achievement in the Visual Arts, California
- 1996 Oscar Kokoschka Prize, Austria
- 1988 Guggenheim Fellowship

## Istruzione
- 1949-53 B.A., San Diego State College, California
- 1954-55 University of California, Berkeley
- 1955 University of California, Los Angeles
- 1955-57 M.A., San Diego State College, California
- 1957-59 Otis Art Institute, Los Angeles
- Chouinard Art Institute, Los Angeles

## Mostre
- Biennale di Parigi, 1985
- Documenta, 1972, 1982
- Biennale di Venezia, 2009